# Wald am Schoberpaß
Wald am Schoberpaß è un comune austriaco di 600 abitanti nel distretto di Leoben, in Stiria.